# Lecanora muralis
Lecanora muralis  (Syn. Lecanora saxicola; gelegentlich auch als Mauerflechte oder Gewöhnliche Mauerflechte bezeichnet) ist eine in Mitteleuropa häufige epilithische Flechtenart aus der Familie der Lecanoraceae.

## Beschreibung
Lecanora muralis ist eine Krustenflechte, das heißt ihr Lager (Thallus) liegt eng auf der Unterlage auf. Das rosettige Lager ist blass (grau-)grünlich gefärbt und erreicht bis zu 10 cm Durchmesser. Auf Kalk kann es auch bereift sein. Am Rand ist es deutlich gelappt, die schmalen Läppchen sind langgestreckt, strahlig ausgerichtet, mehr oder weniger verzweigt und am Rand oft verbreitert. Rhizinen sind nicht vorhanden. Die zur Lagermitte hin dichtstehenden Fruchtkörper (Apothecien) erreichen bis 1,5 mm Durchmesser. Deren Scheiben sind beige, hellbraun bis blass braungrün oder auch rotbraun. Ihr Rand ist hell (lagerfarben). Sie sind rundlich, erscheinen durch gegenseitigen Druck aber auch verformt. Insgesamt ist die Erscheinungsform dieser Flechtenart sehr variabel.

## Verbreitung

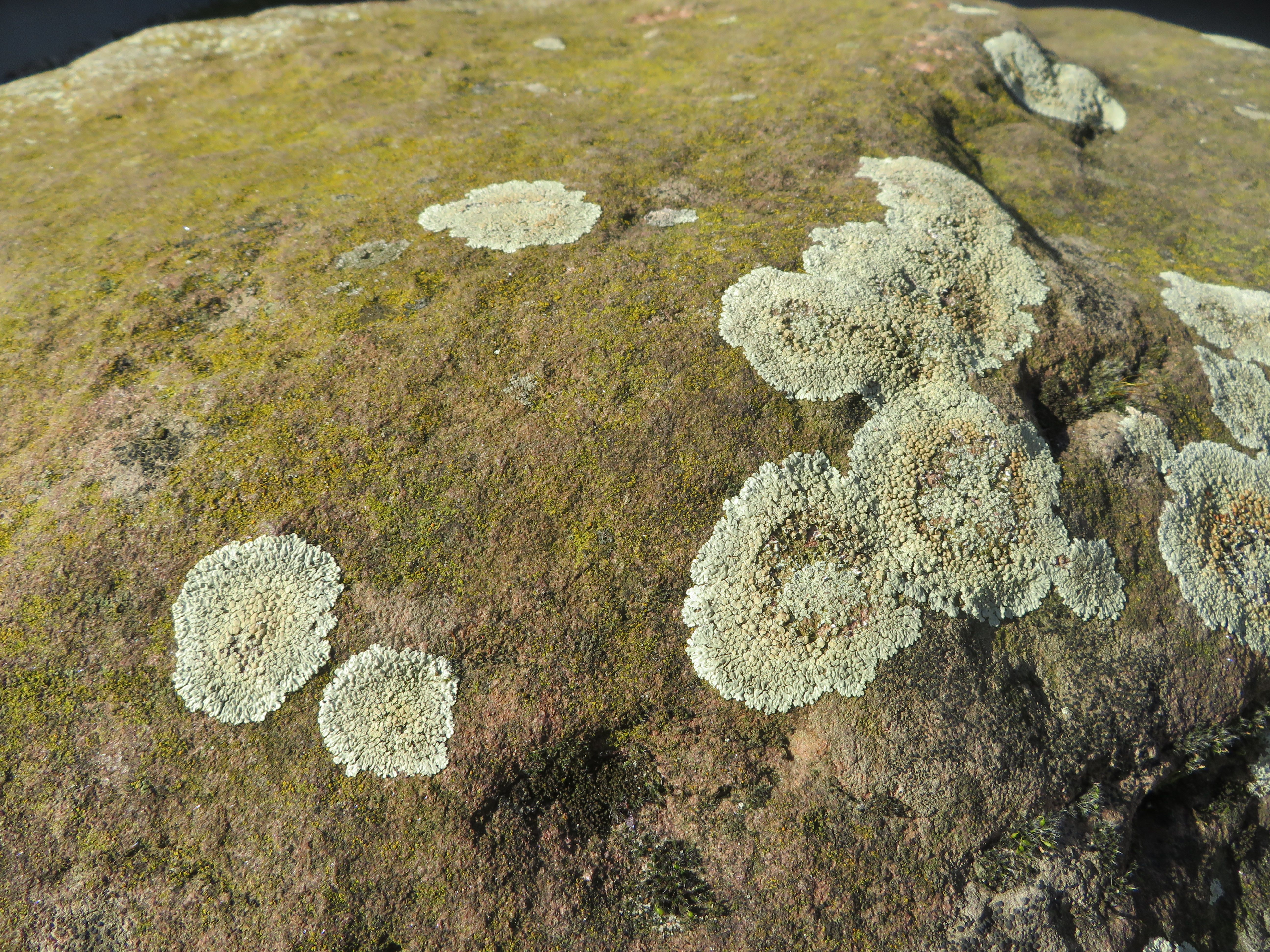
Mauerflechte auf einem Felsen (Buntsandstein)

Die sehr widerstandsfähige und in Mitteleuropa häufige Lecanora muralis wächst epilithisch auf nährstoffreichem Kalk- oder Silikatgestein, oft auf Mauerkronen, Grabsteinen oder sonstigem anthropogenem Substrat, etwa Waschbeton, Ziegeln oder auch Asphalt; selten auch auf Holz. Als Kosmopolit ist die Art weltweit verbreitet.

## Sonstiges
Die Bryologisch-lichenologische Arbeitsgemeinschaft für Mitteleuropa benannte Lecanora muralis als Flechte des Jahres 2021.